# 170 Maria
170 Maria este un asteroid din centura principală, descoperit pe 10 ianuarie 1877, de Joseph Perrotin.

## Descoperirea asteroidului
Asteroidul Maria a fost descoperit de către astronomul Henri Joseph Perrotin, la 10 ianuarie 1877, de la Observatorul din Toulouse, Franța și, independent, de Christian Heinrich Friedrich Peters, la 22 ianuarie din același an, de la Observatorul Litchfield din Clinton, în Statele Unite ale Americii. 

## Denumirea asteroidului
Asteroidul a primit numele Maria, în onoarea surorii astronomului italian Antonio Abetti (1846-1928), primul care i-a calculat parametrii orbitali.

## Caracteristici
Datorită parametrilor săi orbitali similari cu aceia ai altor corpuri minore, Maria este considerat prototip al familiei de asteroizi Maria.
Suprafața asteroidului este luminoasă; este compusă probabil din silicați și fero-nichel.

## Ocultație stelară
La 10 iunie 1997 a fost observată din Canada o ocultație stelară, de către asteroidul Maria.